# Draconarius anthonyi
Draconarius anthonyi là một loài nhện trong họ Amaurobiidae.
Loài này thuộc chi Draconarius. Draconarius anthonyi được Pakawin Dankittipakul & Jia-Fu Wang miêu tả năm 2003.